# Кершбаумер, Константин
Константин Кершбаумер (нем. Konstantin Kerschbaumer; род. 1 июля 1992 года, Тульн-ан-дер-Донау, Австрия) — австрийский футболист, центральный полузащитник клуба «Вольфсберг». Представлял юношеские сборные Австрии разных лет.

## Клубная карьера

### Ранние годы
Кершбаумер родился в городе Тульн-ан-дер-Донау. Начал заниматься футболом в местном клубе «Тульн». Также на молодёжном уровне играл в клубе «Санкт-Пёльтен», в составе которого стал чемпионом юниорской лиги до 19 лет в сезоне 2008/09. В 2009 году перешёл в молодёжный состав венского «Рапида», в составе которого сыграл 20 матчей и забил 5 голов. Это позволило ему перейти в резервный фарм-клуб, выступающий в Восточной Региональной лиге Австрии. До конца сезона 2009/10 в составе фарм-клуба сыграл 4 матча и забил 2 гола. В течение сезона 2010/11 был основным игроком фарм-клуба, сыграл 28 матчей и забил 5 голов.

### «Фёрст»
Перед началом сезона 2011/12 Кершбаумер подписал контракт с клубом «Фёрст» из Эрсте Лиги. Провёл в клубе один сезон, сыграл 32 матча и забил 5 голов.

### «Санкт-Пёльтен»
10 июля 2012 года Кершбаумер подписал контракт с «Санкт-Пёльтен». В течение сезона 2012/13 сыграл 33 матча и забил 6 голов. В сезоне 2013/14 сыграл столько же матчей, как и в предыдущем, и забил 7 голов. Клуб завершил сезон на четвёртом месте и претендовал на попадание в Лигу Европы. Кершбаумер также сыграл в каждом матче Кубка Австрии, «Санкт-Пёльтен» дошёл до финала и проиграл зальцбургскому «Ред Буллу» со счётом 4:2.
В июле 2014 года Кершбаумер дебютировал в Лиге Европы, сыграл 4 матча во втором и третьем отборочных раундах. Во втором раунде «Санкт-Пёльтен» выиграл у пловдивского «Ботева» с суммарным счётом 3:2. B третьем раунде проиграл голландскому ПСВ с суммарным счётом 4:2 и покинул турнир. В течение первой половины сезона 2014/15 Кершбаумер сыграл 20 матчей и забил два гола. В январе 2015 года покинул клуб.

### «Адмира Ваккер Мёдлинг»
20 января 2015 года Кершбаумер подписал контракт с «Адмира Ваккер Мёдлинг» на два с половиной года. До конца сезона сыграл 16 матчей и забил один гол. В конце июня покинул клуб.

### «Брентфорд»
1 июля 2015 года Кершбаумер подписал контракт с английским «Брентфордом» на четыре года, сумма трансфера не оглашалась. Кершбаумер стал первым австрийцем в истории клуба. Начал свои выступления в стартовом составе под руководством Маринуса Дейкхёйзена, но с приходом на пост главного тренера Ли Карсли в начале октября Кершбаумер перестал попадать в стартовый состав. Свою позицию Карсли объяснил тем, что считает Кершбаумера недостаточно эффективным и в целом недостаточно готовым для английского футбола. Также Карсли отметил, что Кершбаумер нуждается в дополнительной тренировке.

## Международная карьера
Кершбаумер представлял юниорские сборные Австрии 16, 17, 18 и 19 лет. В общей совокупности, Кершбаумер сыграл 20 матчей и забил два гола в составах юниорских сборных.

## Статистика
| Клуб                  | Сезон            | Лига                        | Лига  | Лига | Национальный кубок | Национальный кубок | Кубок лиги | Кубок лиги | Еврокубки | Еврокубки | Всего | Всего |
| Клуб                  | Сезон            | Дивизион                    | Матчи | Голы | Матчи              | Голы               | Матчи      | Голы       | Матчи     | Голы      | Матчи | Голы  |
| --------------------- | ---------------- | --------------------------- | ----- | ---- | ------------------ | ------------------ | ---------- | ---------- | --------- | --------- | ----- | ----- |
| Рапид II              | 2009/10          | Восточная Региональная лига | 4     | 2    | —                  | —                  | —          | —          | —         | —         | 4     | 2     |
| Рапид II              | 2010/11          | Восточная Региональная лига | 28    | 5    | 1                  | 0                  | —          | —          | —         | —         | 29    | 5     |
| Рапид                 | 2010/11          | Австрийская Бундеслига      | 0     | 0    | 0                  | 0                  | —          | —          | 0         | 0         | 0     | 0     |
| Рапид                 | Всего            | Всего                       | 0     | 0    | 0                  | 0                  | —          | —          | 0         | 0         | 0     | 0     |
| Фёрст                 | 2011/12          | Эрсте Лига                  | 32    | 5    | 1                  | 0                  | —          | —          | —         | —         | 33    | 5     |
| Санкт-Пёльтен         | 2012/13          | Эрсте Лига                  | 33    | 6    | 1                  | 0                  | —          | —          | —         | —         | 34    | 6     |
| Санкт-Пёльтен         | 2013/14          | Эрсте Лига                  | 33    | 7    | 6                  | 0                  | —          | —          | —         | —         | 39    | 7     |
| Санкт-Пёльтен         | 2014/15          | Эрсте Лига                  | 20    | 2    | 3                  | 0                  | —          | —          | 4         | 1         | 27    | 3     |
| Санкт-Пёльтен         | Всего            | Всего                       | 86    | 15   | 11                 | 0                  | —          | —          | 4         | 1         | 100   | 16    |
| Адмира Ваккер Мёдлинг | 2014/15          | Австрийская Бундеслига      | 16    | 1    | —                  | —                  | —          | —          | —         | —         | 16    | 1     |
| Брентфорд             | 2015/16          | Чемпионшип                  | 24    | 0    | 1                  | 0                  | 0          | 0          | —         | —         | 25    | 0     |
| Всего за карьеру      | Всего за карьеру | Всего за карьеру            | 190   | 28   | 14                 | 0                  | 0          | 0          | 4         | 1         | 207   | 29    |